# 倶知安警察署
倶知安警察署（くっちゃんけいさつしょ）は、北海道警察が管轄する札幌方面の警察署の一つである。

## 沿革・歴史
- 1895年（明治28年）8月：室蘭警察署有珠分署倶知安巡査駐在所設置。
- 1899年（明治32年）8月：岩内警察署所管となり、倶知安分署に昇格。庁舎新築。
- 1908年（明治41年）9月：庁舎移転新築。
- 1913年（大正2年）5月：倶知安分署が警察署に昇格。寿都警察署が廃止され、倶知安警察署の分署となる。
- 1921年（大正10年）9月：寿都分署が警察署に昇格して分離。
- 1922年（大正11年）10月：庁舎改築。
- 1947年（昭和22年）12月：倶知安方面本部が設置され、倶知安、余市、岩内、伊達、寿都の警察署を統括。
- 1948年（昭和23年）
  - 3月：警察法施行により、国家地方警察北海道倶知安地区警察署発足し、倶知安町警察と併置。
  - 5月：倶知安方面本部廃止。
- 1954年（昭和29年）7月：警察法全部改正により倶知安町警察署廃止し、北海道札幌方面倶知安警察署となる。
- 1955年（昭和30年）3月：港駐在所が寿都警察署管轄から倶知安警察署管轄となる。
- 1977年（昭和52年）11月：現在地に庁舎完成。
- 1978年（昭和53年）9月3日 : 検挙に反発した暴走族十数人が警察署を襲撃。木材を振り回す、投石などによりパトカーや署のガラスを割られる被害[1]。
- 2024年（令和6年）9月30日 : 寒別駐在所（虻田郡倶知安町寒別679-1）が廃止、駅前交番の業務に変更される。
- 2025年（令和7年）4月1日 : 喜茂別駐在所および鈴川駐在所が統合されて喜茂別交番に改編。

## 組織
- 署長（警視）
- 副署長（警視）
- 警務課（警務係、犯罪被害者支援係、相談係、管理係）
- 地域課（地域係）
- 会計課（会計係）
- 交通課（交通係）
- 刑事課（刑事係）
- 生活安全課（生活安全係）
- 警備課（警備係）

## 交番・駐在所および所在地

### 倶知安町
- 駅前交番（北3条西4丁目3-5）

### 喜茂別町
- 喜茂別交番（字喜茂別290番地3）[2]

### 京極町
- 京極駐在所（字三崎91-4）

### ニセコ町
- ニセコ駐在所（本通105-1）

### 蘭越町
- 蘭越駐在所（蘭越228）
- 昆布駐在所（昆布373）
- 港駐在所（港町1436-2）

### 真狩村
- 真狩駐在所（字真狩29-24）

### 留寿都村
- 留寿都駐在所（字留寿都5-1）

廃止された駐在所
- 目名駐在所（蘭越町目名680）
- 喜茂別駐在所（喜茂別町字喜茂別290番地3）[3]
- 鈴川駐在所（喜茂別町字鈴川22）[3]